# Grand Prix Finnland
Der Grand Prix in Finnland ist ein vom finnischen Eissportverband Suomen Taitoluisteluliitto ausgerichteter internationaler Eiskunstlauf-Wettbewerb. Er war in den Jahren 2018, 2022, 2023 und 2024 Teil der ISU-Grand-Prix-Serie.

## Geschichte

### Grand Prix Helsinki 2018
In der Eiskunstlauf-Saison 2018/19 sagte der chinesische Eislaufverband den Cup of China ab, der üblicherweise einer der sechs Wettbewerbe der Grand-Prix-Serie ist. Ersatzweise übernahm der finnische Verband die Ausrichtung eines Wettbewerbs. Unter dem offiziellen Namen ISU Grand Prix of Figure Skating Helsinki fand er als dritter Wettbewerb der Serie vom 2. bis 4. November 2018 in der Helsingin Jäähalli in Helsinki statt.
Die Goldmedaillen in den beiden Einzellauf-Disziplinen gewannen Yuzuru Hanyū und Alina Sagitowa, die später in derselben Saison die Goldmedaillen bei den Olympischen Winterspielen 2018 in Pyeongchang gewinnen sollten.

Medaillenverleihungen
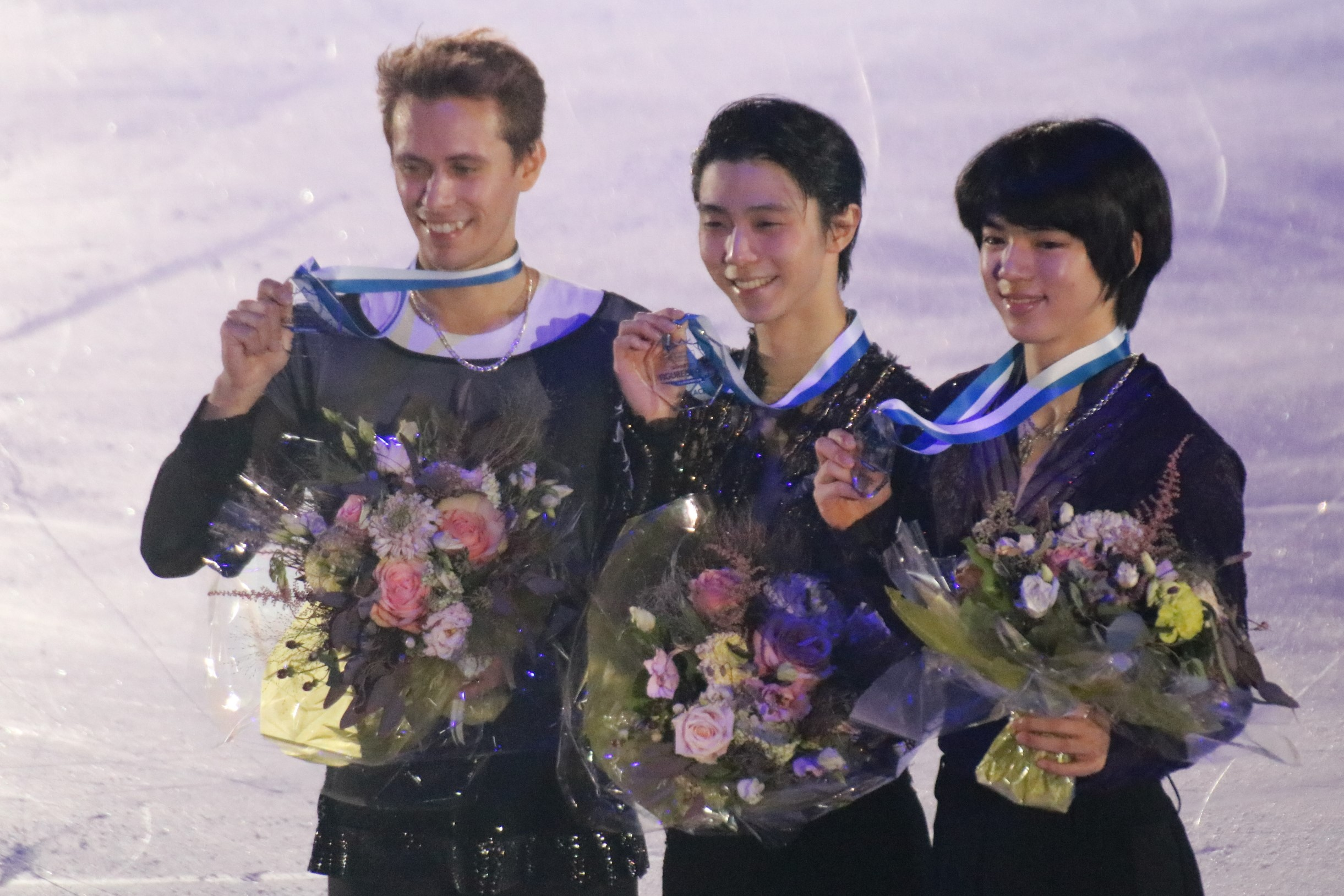
Männer
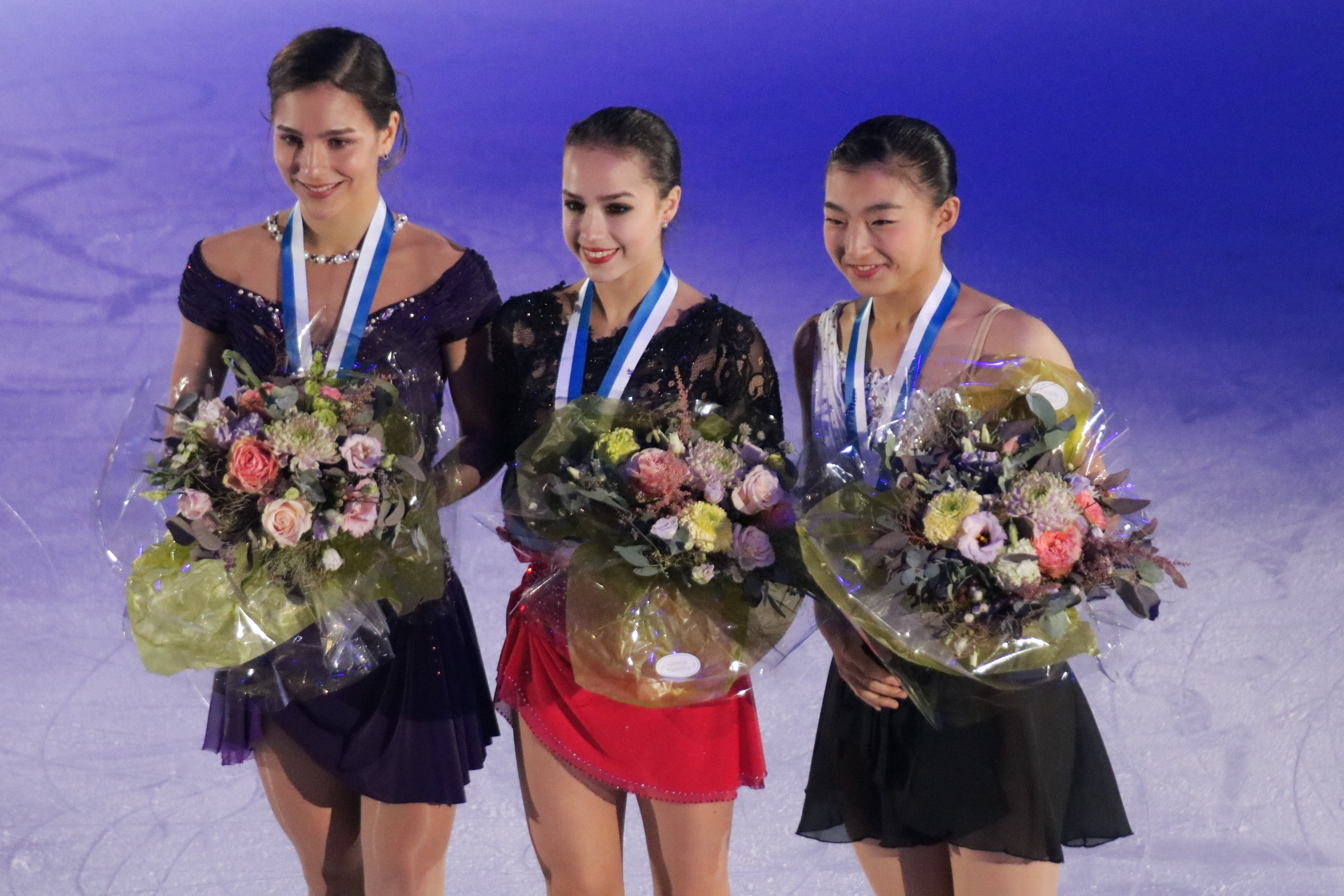
Frauen
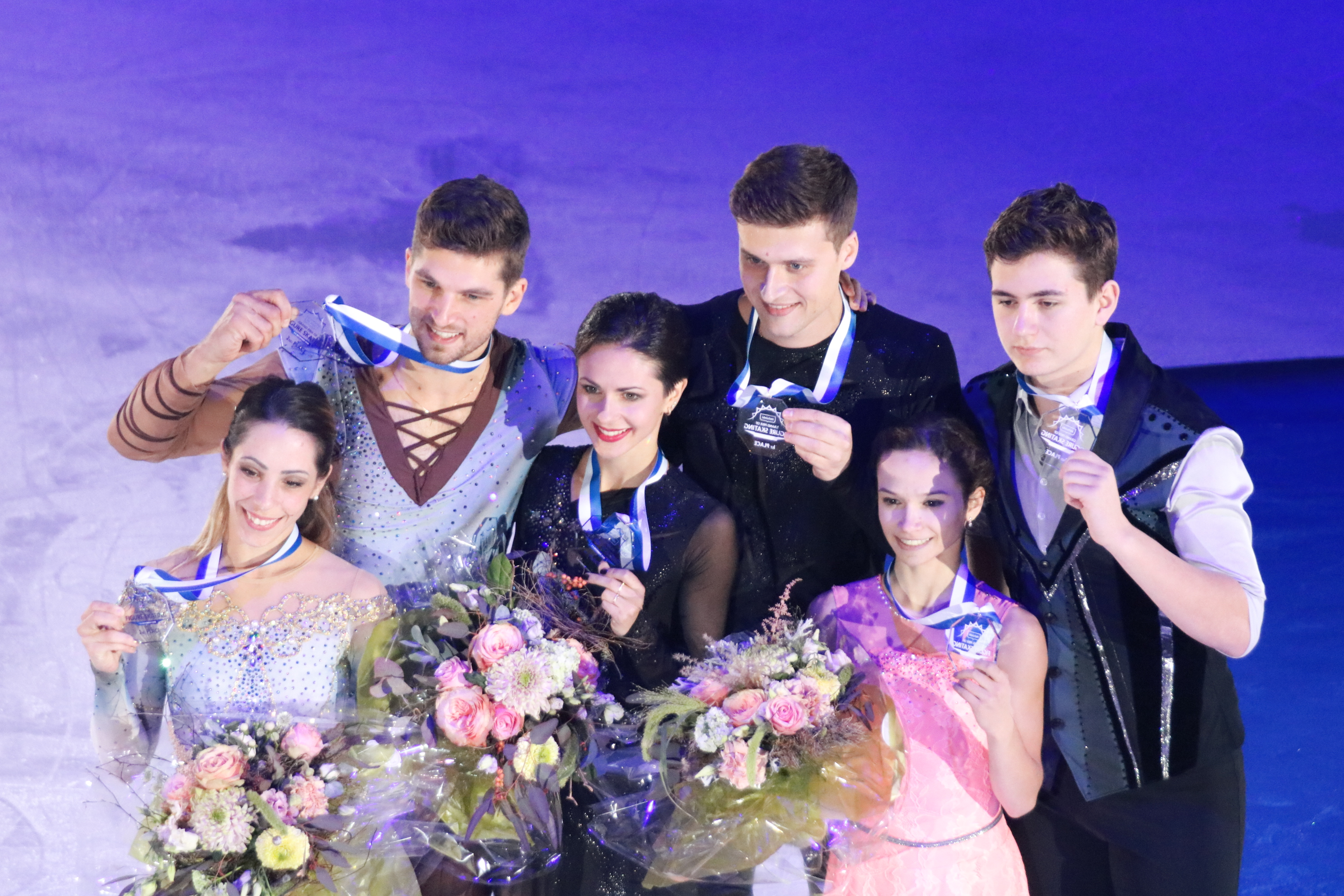
Paare
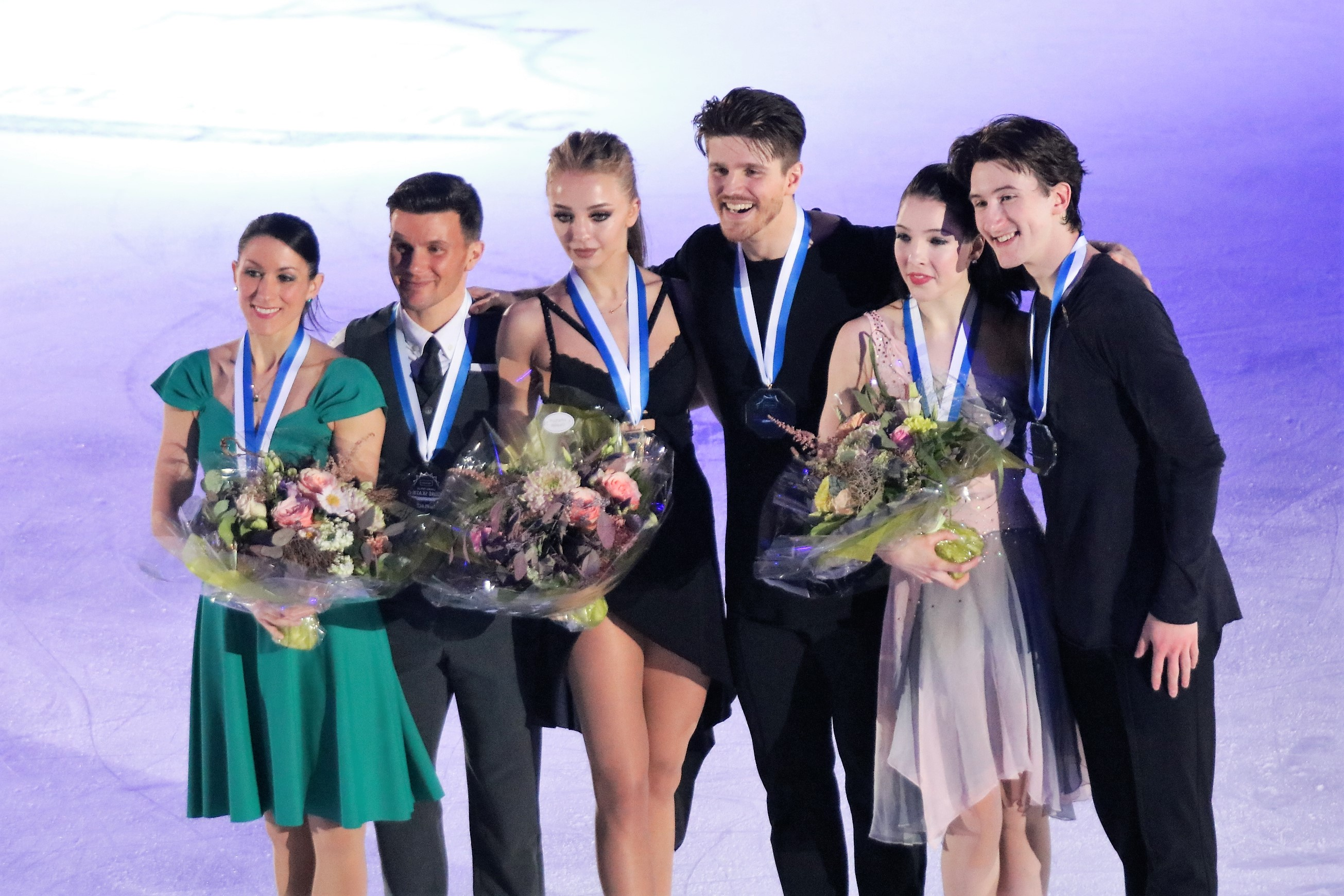
Eistanz

### Grand Prix Espoo 2022 und 2023
Im Sommer 2022 gab die Internationale Eislaufunion (ISU) bekannt, dass zwei der üblichen Wettbewerbe der Grand-Prix-Serie ausfallen werden: der Cup of Russia, dessen Austragung dem russischen Verband als Reaktion auf den russischen Überfall auf die Ukraine nicht gestattet wurde, und der Cup of China, den der chinesische Verband aufgrund der Unvereinbarkeit mit den lokalen COVID-19-Schutzmaßnahmen aussetzte. Sie wurden durch Wettbewerbe in Sheffield (MK John Wilson Trophy) und Espoo ersetzt. Der Grand Prix Espoo fand vom 25. bis 27. November 2022 in der Espoo Metro Areena statt.
2023 entschied die ISU, dass auch in diesem Jahr ein Grand-Prix-Wettbewerb in Espoo stattfinden soll. Die Veranstaltung fand vom 17. bis 19. November 2023 statt.

## Medaillen

### Männer
| Jahr | Austragungsort | Gold          | Silber         | Bronze        |
| ---- | -------------- | ------------- | -------------- | ------------- |
| 2018 | Helsinki       | Yuzuru Hanyū  | Michal Březina | Cha Jun-hwan  |
| 2022 | Espoo          | Ilia Malinin  | Shun Satō      | Kévin Aymoz   |
| 2023 | Espoo          | Kao Miura     | Shun Satō      | Kévin Aymoz   |
| 2024 | Helsinki       | Yūma Kagiyama | Kévin Aymoz    | Daniel Grassl |

### Frauen
| Jahr | Austragungsort | Gold           | Silber                   | Bronze            |
| ---- | -------------- | -------------- | ------------------------ | ----------------- |
| 2018 | Helsinki       | Alina Sagitowa | Stanislawa Konstantinowa | Kaori Sakamoto    |
| 2022 | Espoo          | Mai Mihara     | Loena Hendrickx          | Mana Kawabe       |
| 2023 | Espoo          | Kaori Sakamoto | Rion Sumiyoshi           | Amber Glenn       |
| 2024 | Helsinki       | Hana Yoshida   | Rino Matsuike            | Lara Naki Gutmann |

### Paarlauf
| Jahr | Austragungsort | Gold                                     | Silber                               | Bronze                                |
| ---- | -------------- | ---------------------------------------- | ------------------------------------ | ------------------------------------- |
| 2018 | Helsinki       | Natalja Sabijako / Alexander Enbert      | Nicole Della Monica / Matteo Guarise | Darja Pawljutschenko / Denis Chodykin |
| 2022 | Espoo          | Rebecca Ghilardi / Filippo Ambrosini     | Alisa Efimova / Ruben Blommaert      | Anastassia Metelkina / Daniil Parkman |
| 2023 | Espoo          | Minerva-Fabienne Hase / Nikita Wolodin   | Sara Conti / Niccolò Macii           | Maria Pavlova / Alexei Sviatchenko    |
| 2024 | Helsinki       | Deanna Stellato-Dudek / Maxime Deschamps | Maria Pavlova / Alexei Sviatchenko   | Rebecca Ghilardi / Filippo Ambrosini  |

### Eistanz
| Jahr | Austragungsort | Gold                             | Silber                                       | Bronze                              |
| ---- | -------------- | -------------------------------- | -------------------------------------------- | ----------------------------------- |
| 2018 | Helsinki       | Alexandra Stepanowa / Iwan Bukin | Charlène Guignard / Marco Fabbri             | Lorraine McNamara / Quinn Carpenter |
| 2022 | Espoo          | Piper Gilles / Paul Poirier      | Kaitlin Hawayek / Jean-Luc Baker             | Juulia Turkkila / Matthias Versluis |
| 2023 | Espoo          | Madison Chock / Evan Bates       | Laurence Fournier Beaudry / Nikolaj Sørensen | Juulia Turkkila / Matthias Versluis |
| 2024 | Helsinki       | Lilah Fear / Lewis Gibson        | Piper Gilles / Paul Poirier                  | Juulia Turkkila / Matthias Versluis |